# Desa Semedo (administrativ by i Indonesien, lat -6,96, long 109,27)
Desa Semedo är en administrativ by i Indonesien.   Den ligger i provinsen Jawa Tengah, i den västra delen av landet, 280 km öster om huvudstaden Jakarta.